# Joost Ritman

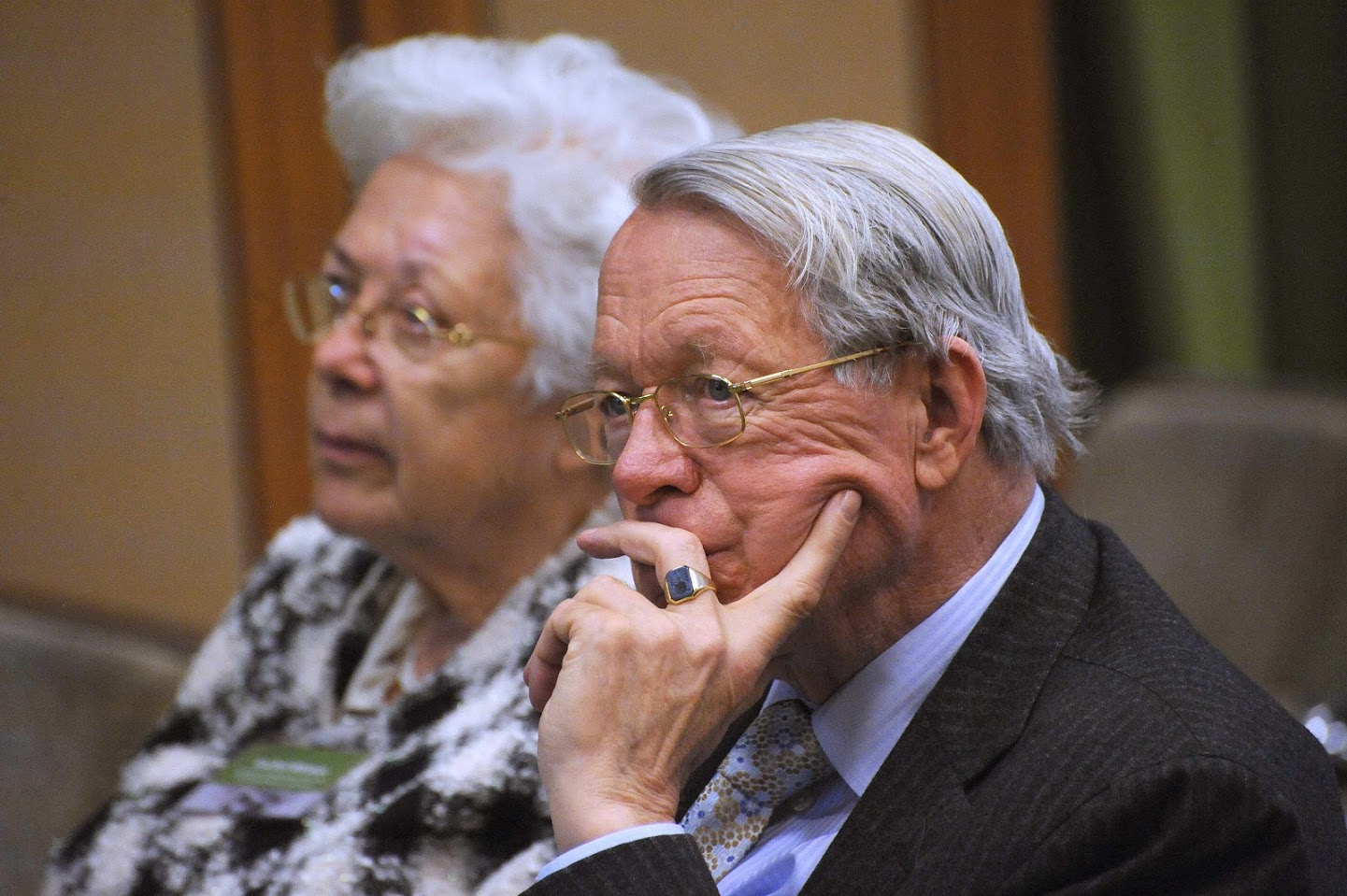
Joost Ritman (2017)

Joost Ruben Ritman (geboren 1. März 1941 in Amsterdam) ist ein niederländischer Unternehmer und Kunstsammler.    

## Leben
Joost Ritman erbte mit seinen Brüdern den elterlichen Betrieb Chemische Industrie De Ster und baute ihn zu einem Unternehmen aus, das sich auf die Herstellung und Vertrieb von Einweggeschirr aus Kunststoff spezialisierte. Als Kunden gewann er eine Reihe von Luftfahrtunternehmen. Als die Firma in wirtschaftliche Schwierigkeiten geriet, wurde sie 1988 von der Wallenberg-Gruppe übernommen. Ritman baute daraufhin das Serviceunternehmen Helios auf, das später ebenfalls faillierte. Beide Unternehmen wurden  später Teil der Gategroup. 2006 erwarb er das Kulturdenkmal Huis met de hoofden an der Keizersgracht. 
Ritman sammelt antiquarische Bücher. Mit seiner Sammlung von Büchern zur Hermetik gründeten er und seine Frau Rachel Ritman 1984 die Bibliotheca Philosophica Hermetica in Amsterdam. Der deutsche Buchantiquar Heribert Tenschert machte mit ihm zwischen 1984 und 1992 mit Manuskripten und Inkunabeln mehr als 100 Millionen Mark Umsatz. Die Sammlung der Bibliothek wurde wiederholt in die wirtschaftlichen Probleme ihres Gründers hineingezogen und war Gegenstand von Pfändungsbeschlüssen und Notverkäufen. 
Ritman erhielt 1995 den Laurens Janszoon Costerprijs und 2002 den Akademiepenning der  Königlich Niederländischen Akademie der Wissenschaften (KNAW) und wurde als Ritter des  Ordens vom Niederländischen Löwen ausgezeichnet.

## Schriften (Auswahl)
- Die Vision des Jacob Böhme. In: Jacob Böhmes Weg in die Welt : zur Geschichte der Handschriftensammlung, Übersetzungen und Editionen von Abraham Willemsz van Beyerland . - Amsterdam : In de Pelikaan. Pimander ; 16, 2007, S. 21–38
- Die Geburt der Rosenkreuzerbruderschaft in Tübingen. In: Rosenkreuz als europäisches Phänomen im 17. Jahrhundert : Akten und Beiträge anläßlich des Kongresses Wolfenbüttel 23.-25. November 1994. Amsterdam : In de Pelikaan. Pimander ; 7. S. 57